# Elina Reinold

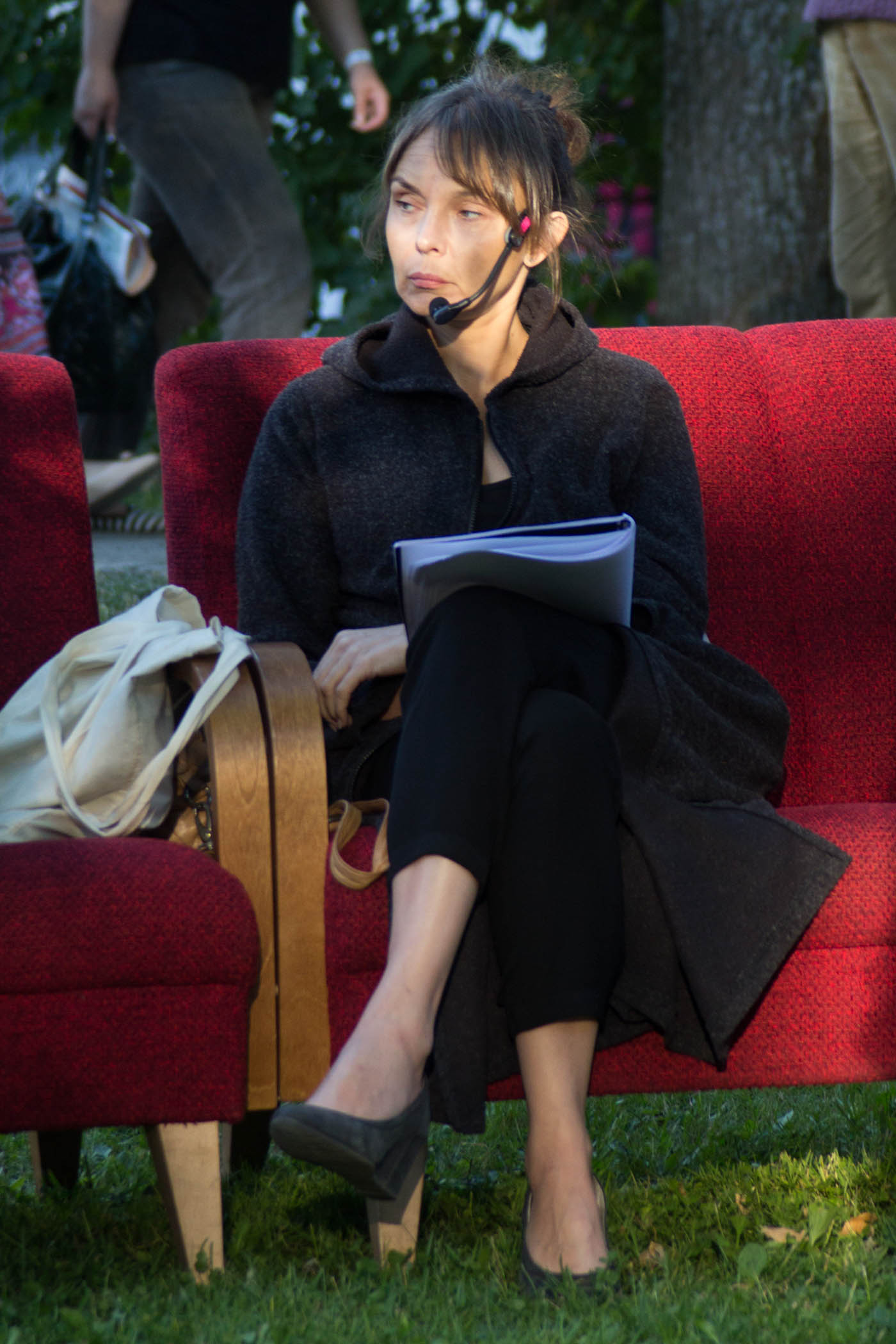
Elina Reinold

Elina Reinold (nascida a 28 de dezembro de 1971, em Tallinn) é uma actriz estoniana.
Em 1994 formou-se na Academia de Música e Teatro da Escola de Teatro da Estónia. Entre 1993 e 2006 trabalhou no Teatro de Drama Estoniano . Desde 2006 é actriz freelance. Além de papeis teatrais, ela também actuou em vários filmes e séries de televisão.

## Filmografia
- 1995 Wikmani poisid (papel: Maila)
- 1994–1996 Õnne 13 (papel: Kristi)
- 1999 Lurjus (papel: Evelin Timmer)
- 2006 Lotte de Gadgetville (papel: Susumu)
- 2007 Kelgukoerad (papel: Kärt)
- 2010 e 2013 Kättemaksukontor (papel: Mailis em 2010; papel: Freya Narvik em 2013-)
- 2011 Lotte e o segredo da Pedra-da-Lua (papeis: Aranha Ernst e Uno)
- 2012 Seenelkäik (papel: Viivi Kägu)
- 2016 Päevad, mis ajasid segadusse (papel: Malle)
- 2018 Tuliliilia (papel: Bruxa)